# メイダイ
株式会社メイダイは、愛知県清須市にある通販向け商品を企画・販売する企業である。

## 概要
商品はカタログ通販で販売されている。

## 沿革
- 1980年（昭和55年）11月 - 個人で家庭日用品の販売などを始める[1]。
- 1983年（昭和58年）04月 - 資本金350万円で会社設立[1]。当時の名称は株式会社名大産業[1]。
- 1986年（昭和61年）04月 - 資本金を800万円に増資[1]。
- 1992年（平成04年）02月 - 業務拡張のため本社を名古屋市中区金山から西春日井郡清洲町（のちの清須市新清洲）に移転[1]。社名を株式会社メイダイに変更[1]。
- 1994年（平成06年）04月 - 資本金を1,000万円に増資[1]。
- 2006年（平成18年）12月 - 現在地に新社屋完成。
- 2009年（平成21年）01月 - メイダイとM.D.P.が合併[1]。
- 2016年（平成28年）09月 - 本社を増築。
- 2024年（令和  6年） １月 - 代表取締役交代

## 事業所
本社兼ショールーム
- 〒452-0943 愛知県清須市新清洲6-7-2

物流センター
- 〒452-0943 愛知県清須市新清洲6-3-8

第二物流センター
- 〒490-1104 愛知県あま市西今宿平割一28